# Матопо (национални парк)
Национални парк Матопо (Matopos National Park) (42 500 ha) се налази у на северном делу ширег подручја Матобо брда (Matopo Hills) која заузимају око 320 000 ha.
Национални парк је основан 1904. године када је створен забран са дивљачи. У парку се налазе Сабљаста антилопа (Sable Antelope), Водени јелен (Waterbuck) Ридбук (Reedbuck), Зебра, Еланд, Жирафа и Камила. Данашњи национални парк укључује бране Малеме (Maleme), Мпопома (Mpopoma) и Тогвана (Toghwana), спектакуларна брда као што су Малиндидзиму (Malindidzimu), Инунгу (Inungu) и Помонгве (Pomongwe) као и већину најбољих пећинских цртежа. 
На северу од националног парка се протеже Матопо рекреациони парк.
Од 189 врста сисара у Зимбабвеу 88 врста се може наћи у Матобо брдима. Такође у брдима живи око 330 врста птица укључујући и највећу популацију Црног орла у Африци.
Матопо национални парк има статус Светске Баштине (World Heritage) по УНЕСКО-вој Конвенцији о Светској баштини (UNESCO World Heritage convention). Подручје „показује богатство карактеристичних камених облика који се уздижу изнад гранитних плоча који покривају већи део Зимбабвеа“.

## Историја
Бушмани (San) су живели на овим брдима пре око 2.000 година, оставивши богато наслеђе у виду стотина осликаних стена. У многим пукотинама и пећинама пронађене су глинене пећи и други историјски артефакти. 
Брда су били сведоци познате „индабе“ између Сесила Родеса и Ндебеле вођа 1896. Родес и неколицина других предводили су ране беле насељенике и сахрањени су на врху Малиндидзимуа, брда духова. Ова планина се често помиње као „поглед с врха света“.
Шона и многи други народи Јужне Африке ова брда сматрају светим. Многи ритуали и друге религијске свечаности се изводе на њима. Постоји легенда да се до уназад 50 година могао чути глас у једној од пећина у брду (Њелеле).
Погледај Списак места Светске баштине у Африци.